# Desiree Linden
Desiree Linden, née le 26 juillet 1983 à San Diego, est une coureuse de fond et marathonienne américaine.

## Biographie
Le 16 avril 2018, elle remporte le marathon de Boston en 2 h 39 min 54 s,.
Le 14 avril 2021, Desiree Linden devient la première femme à passer sous la barre des trois heures au 50 km avec une course en 2 h 59 min 54 s.